# خط کی (متروی لس آنجلس)
خط کی (انگلیسی: K Line) یکی از شش خط متروی لس آنجلس است.
این خط که در سال ۲۰۲۲ افتتاح شده دارای ۱۳ ایستگاه و ۱۸ کیلومتر طول است.

## نگارخانه

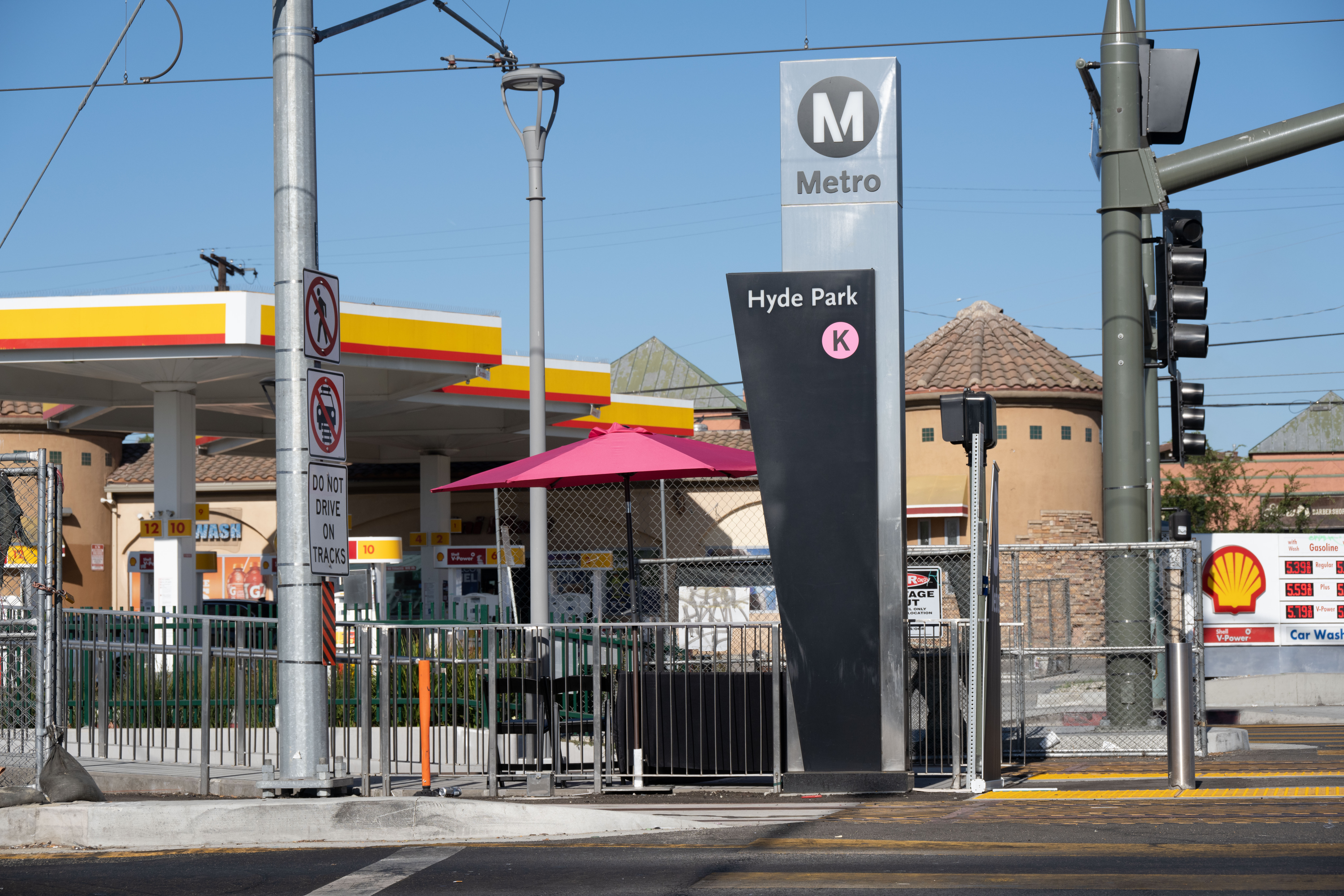
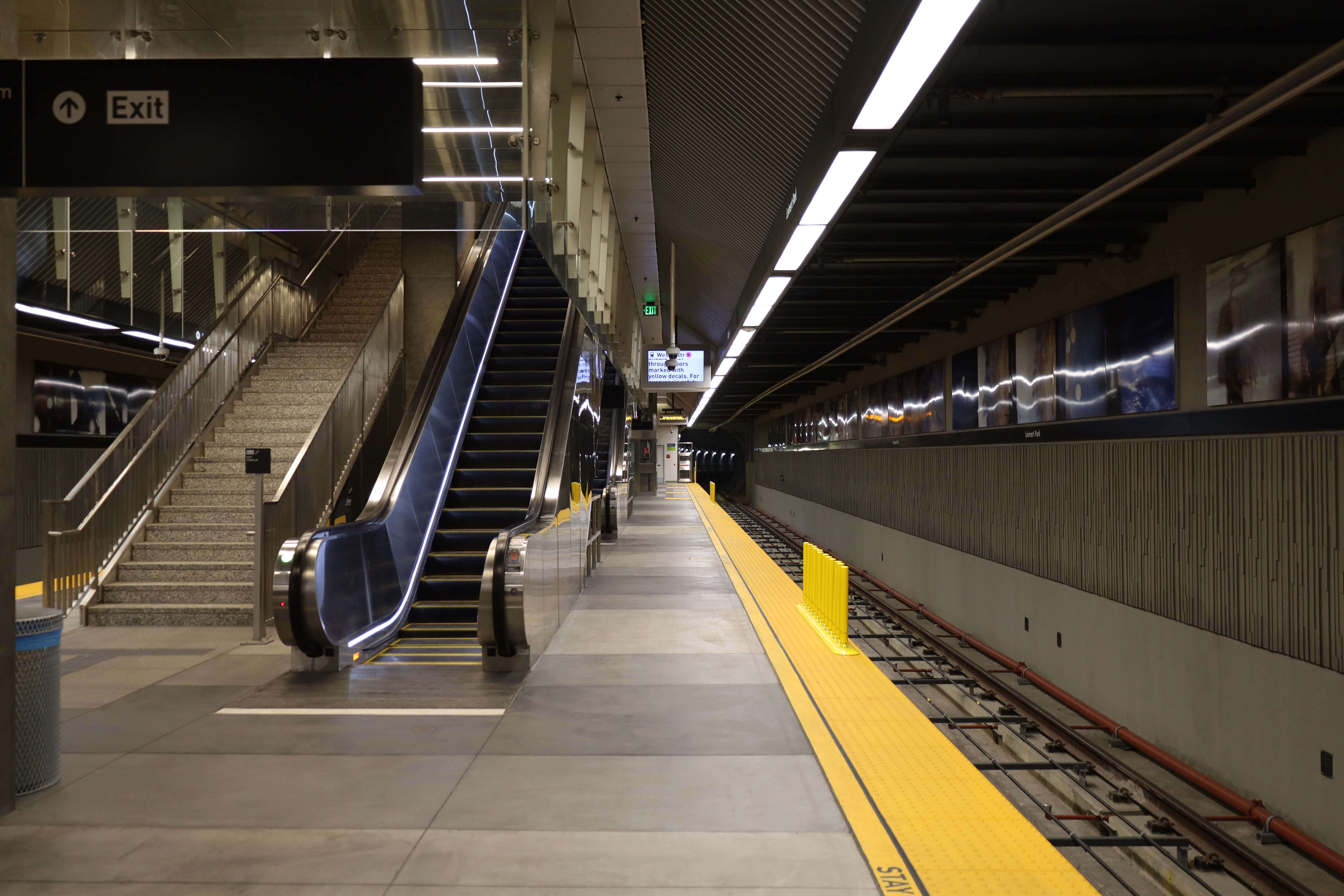
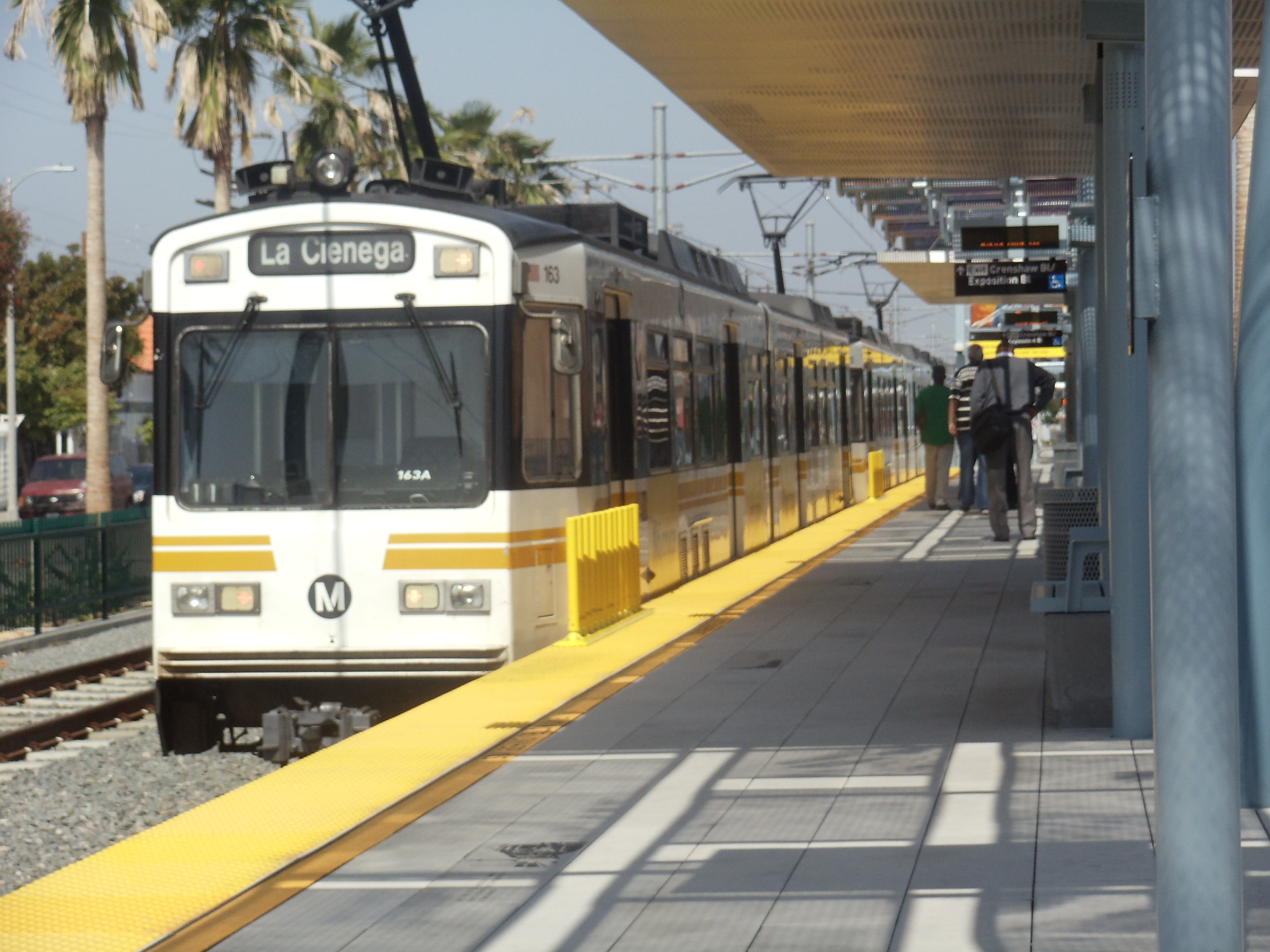
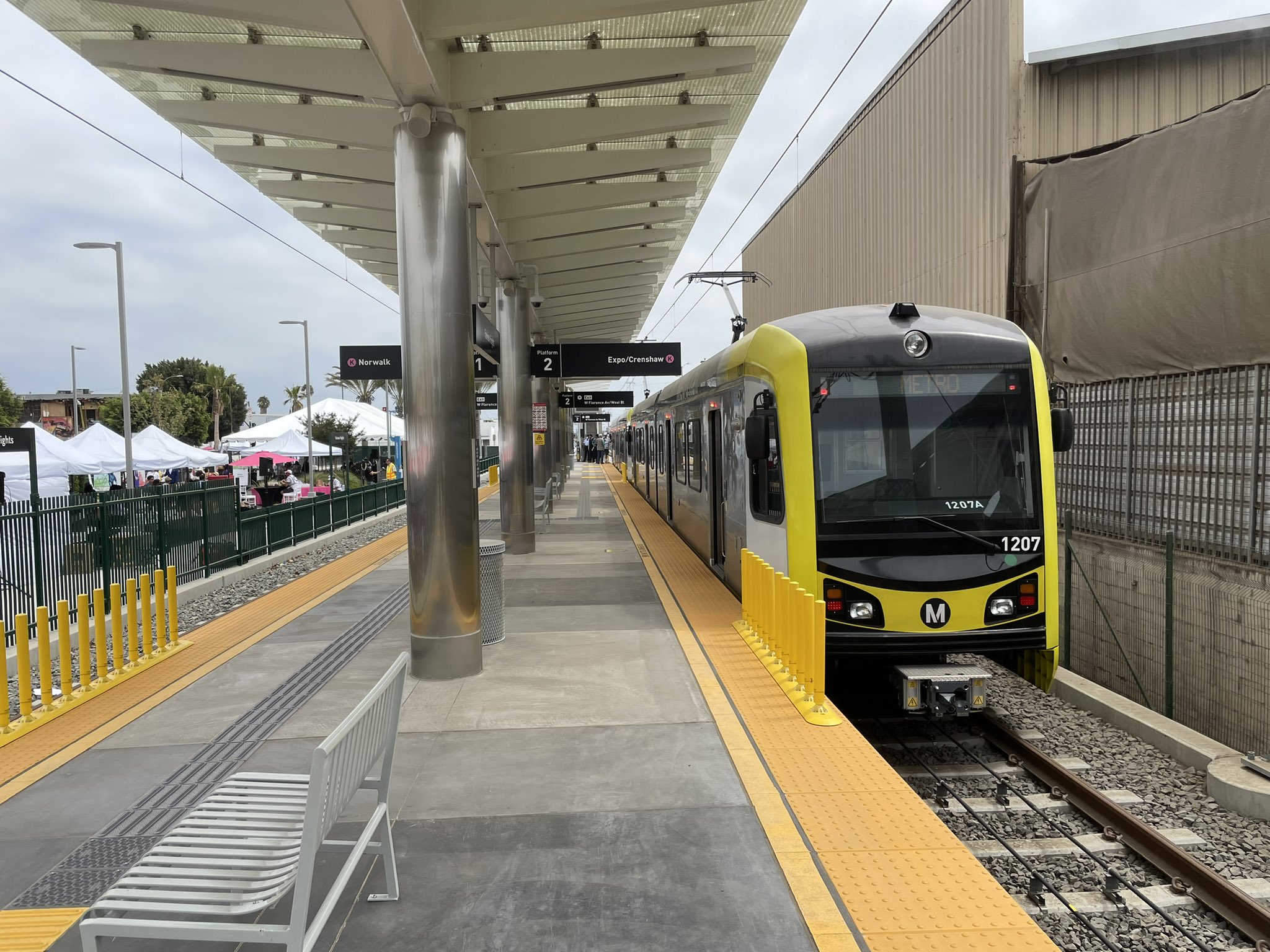